# Franciscoia morenoi
Franciscoia morenoi là một loài bướm đêm trong họ Geometridae.